# زندگی مرد عنکبوتی: داستان مایلز مورالز
زندگی مرد عنکبوتی: داستان مایلز مورالز (به انگلیسی: Spider-Man Lives: A Miles Morales Story) یک تله‌فیلم آمریکایی ساخته طرفداران مرد عنکبوتی محصول سال ۲۰۱۵ است.

## داستان
پس از مرگ پیتر پارکر، پسری به نام مایلز مورالز شهامت این را پیدا می‌کند که نقاب بزند و تبدیل به مرد عنکبوتی شود.

## بازیگران
- دمتریوس استفنز در نقش مایلز مورالز / مرد عنکبوتی
- جولیانا تورنهیل در نقش ریو مورالس
- مایکل جی پترسون در نقش جفرسون دیویس
- دایان ساموئلسون در نقش لانا بامگارتنر
- تیریس لی در نقش یونگ هنچمان
- پاتریک مک دانیل در نقش فرانک الیور
- ترنس هفرنان به عنوان افسر پلیس

## تولید
جوی پاور از Geektyrant اظهار داشت که کسی که از طرفداران مرد عنکبوتی، به ویژه نسخه مایلز مورالز وب اسلینگر است، احتمالاً از فیلم لذت خواهد برد. او همچنین اظهار داشت که این فیلم یک ایده محکم از اینکه یک نسخه لایو اکشن از این شخصیت می‌تواند چگونه باشد را ارائه می‌دهد.